# Jean Barnabé Amy
Pour les articles homonymes, voir Amy.
 (mars 2016).
Si vous disposez d'ouvrages ou d'articles de référence ou si vous connaissez des sites web de qualité traitant du thème abordé ici, merci de compléter l'article en donnant les références utiles à sa vérifiabilité et en les liant à la section « Notes et références ».
Jean Barnabé Amy, né à Tarascon (Bouches-du-Rhône) le 11 juin 1839 et mort à Paris 15e le 24 mars 1907, est un sculpteur et écrivain français.
Auteur du Monument au Tambour d'Arcole érigé à Cadenet en 1894, il compose notamment une série de masques mythologiques, religieux ou légendaires, d'anges ou de monstres.

## Biographie

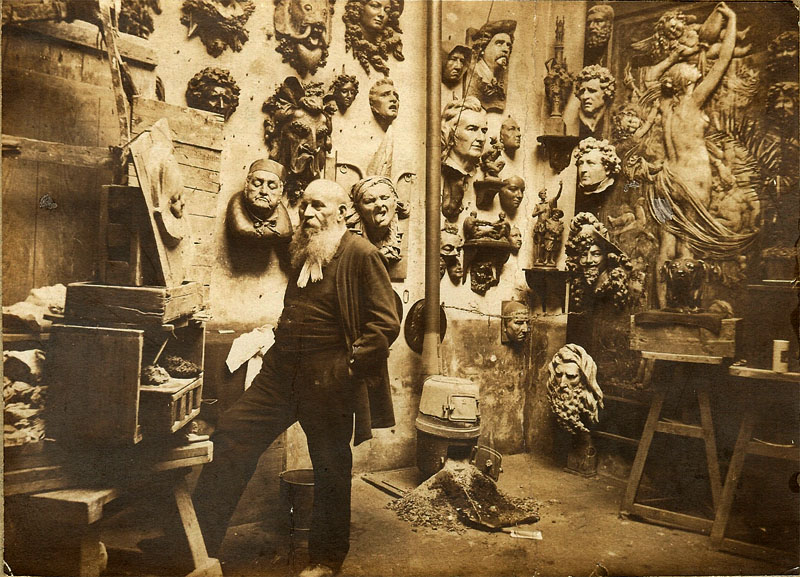
Portrait de Jean Barnabé Amy dans son atelier, photographie anonyme non sourcée.

Jean Barnabé Amy est né à Tarascon d’une famille de paysans au pied de la Montagnette le 11 juin 1839.
Tout en gardant les brebis, il sculpte dans le bois d’olivier divers objets, œuvrettes admirées de son entourage. Adolphe Druon[Information douteuse], maire de la commune, obtient une bourse permettant au jeune artiste d’entrer à l’École des beaux-arts de Marseille. Dès la première année, il obtient les premiers prix de sculpture, dessin et architecture grâce auxquels il est admis à préparer le concours de l'École des beaux-arts de Paris, où il rentre en 1864 comme élève de Jean-Marie Bonnassieux et d'Auguste Dumont.
Il fait des débuts au Salon en 1868 où il remporte sa première médaille pour La Muse de Ponsard, bas-relief offert à la ville de Tarascon. Il y exposa chaque année jusqu’à sa mort : Le Remords (Lunel), La Béatitude, Les Trois Félibres, Figaro (en collaboration avec Émile-André Boisseau, ils obtiennent le premier prix au concours du journal quotidien Le Figaro), Thou, Lamartine, des œuvres monumentales, mais aussi de nombreuses terres cuites, groupes allégoriques et plus de 200 masques représentant des sujets mythologiques ou légendaires, dont la Tarasque.
Participant au mouvement de la Renaissance provençale[réf. nécessaire], vice-président des Félibriges de Paris, il collabore à divers journaux régionaux comme La Cornemuse, L’Écho de Provence, Lou Viro-Soulèu, Le mois cigalier. Il est l'ami des Félibres provençaux Frédéric Mistral et Joseph Roumanille, puis Alphonse Daudet et Paul Arène, dont il a exécuté les portraits.
Son talent littéraire se révèle en 1899 lorsqu’il publie Tarascon, par un Tarasconnais, témoignage sur la vie de la patrie de Tartarin au siècle dernier. Il y décrit les richesses de la cité : monuments, lieux publics, fêtes et traditions, perçues par un sculpteur et poète passionné de sa ville natale.
Mort le 24 mars 1907, Il est enterré à Tarascon et sur sa tombe un ami planta un olivier qui de nos jours encore n’est taillé que par un félibre[réf. nécessaire].
La plupart de ces œuvres sont conservées dans les musées d’Avignon, Montpellier, Arles et Marseille.

## Œuvres

### Œuvres dans les collections publiques
- Aix-en-Provence, musée du Vieil-Aix : Mistral, bas-relief en bronze.
- Arles, Museon Arlaten : 
  - La Tarasque, 1883, terre cuite ;
  - Frédéric Mistral, buste en marbre .
- Avignon, musée Calvet :
  - Frédéric Mistral ;
  - Joseph Roumanille ;
  - Théodore Aubanel, 1875.
- Cadenet : Monument au Tambour d'Arcole, 1894[1].
- Lunel : Le Remords, 1877.
- Marseille, musée des beaux-arts :
  - La Tarasque, 1883, bas-relief en étain polychrome ;
  - fonds de Masques et Portraits de personnages légendaires ou mythologiques.
- Paris :
  - Bibliothèque nationale de France, site Richelieu : Jean-Antoine Letronne, buste en marbre.
  - hôtel de ville, façade : Thou, statue en pierre.
- Tarascon :
  - La Tarasque, bronze.
  - théâtre de Tarascon, fronton : une lyre soutenue par deux anges.

### Œuvres non localisées
- Figaro, statue en bronze.
- Don Quichotte et Sanço Pança, 1887.
- Buste de Ulpien, jurisconsulte romain, 1877.

### Publications

#### Ouvrage
- Tarascon, par un Tarasconnais, 1899.

#### Article de presse et poésie
- « Aux artistes du midi », Viro Souleu, 15 janvier 1895.
- « À propos de règlement du Salon », L'indépendant, 28 janvier 1881.
- « Au printemps », La Cornemuse, 25 octobre 1891.
- Le château du Roi René à Tarascon, La Farandole.
- Un rêve d'adolescent, Beaucaire, 1895.

## Galerie

Œuvres de Jean Barnabé Amy
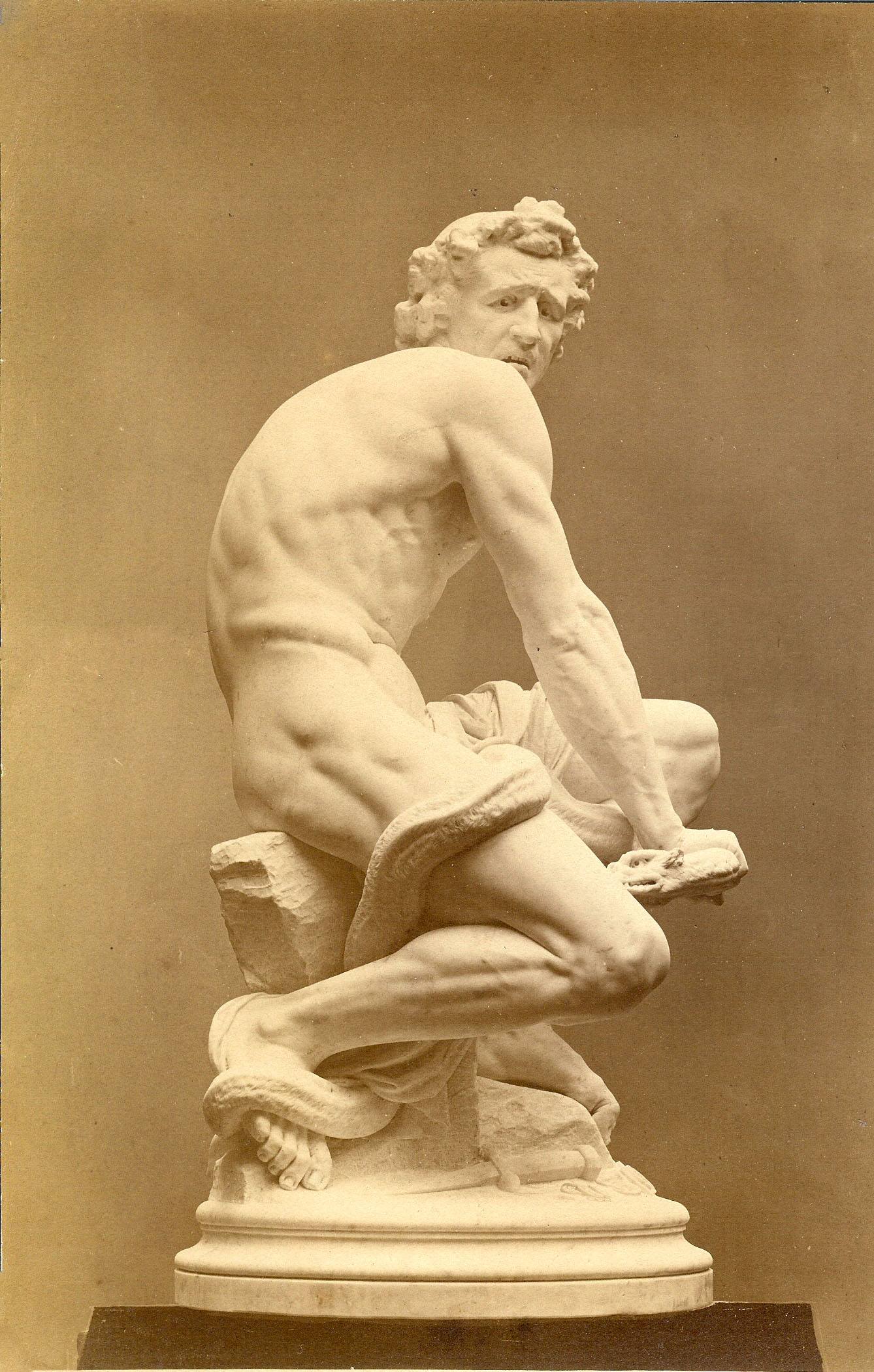
Le Remords, marbre, Lunel.
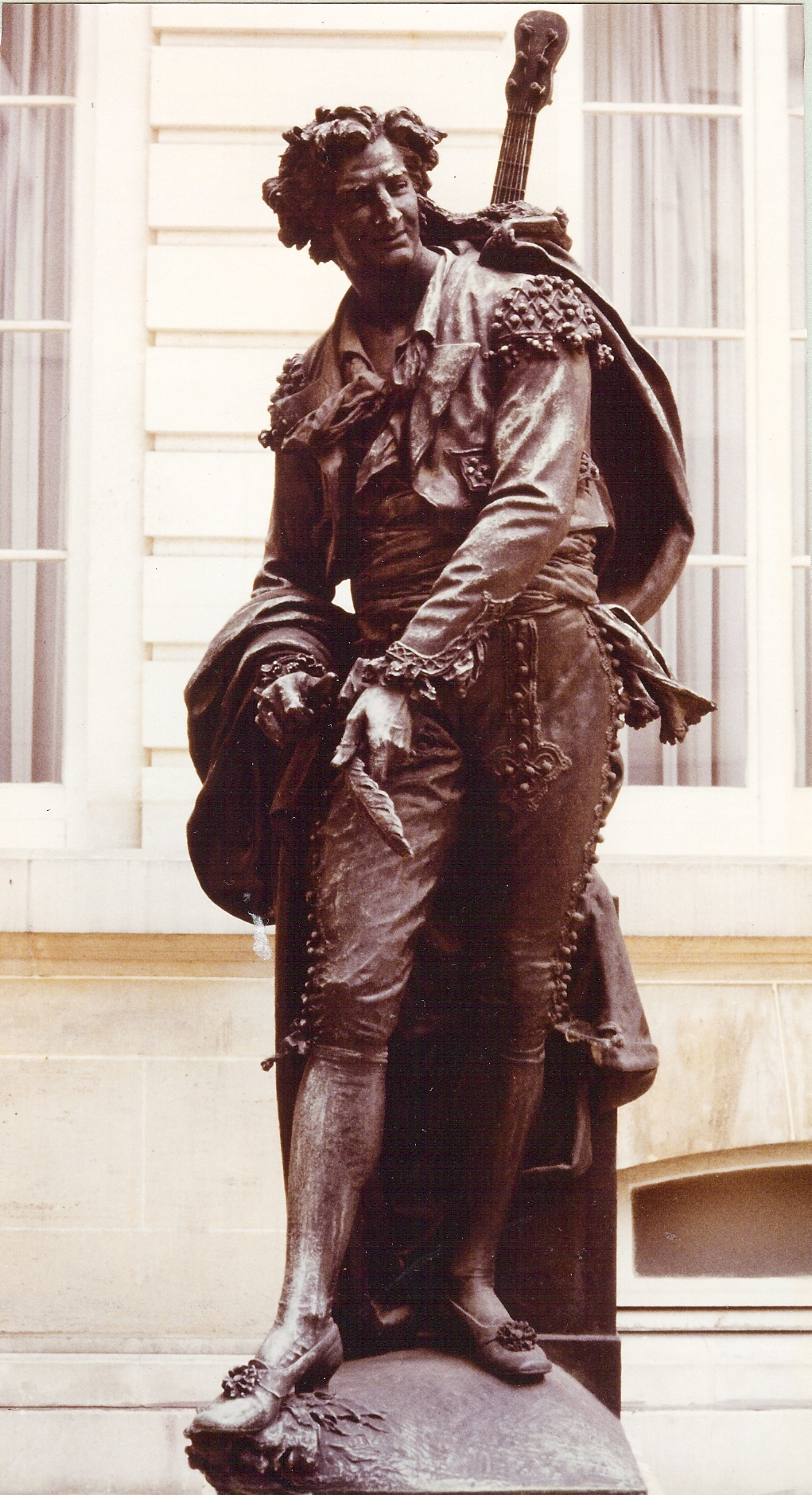
Figaro, localisation inconnue.
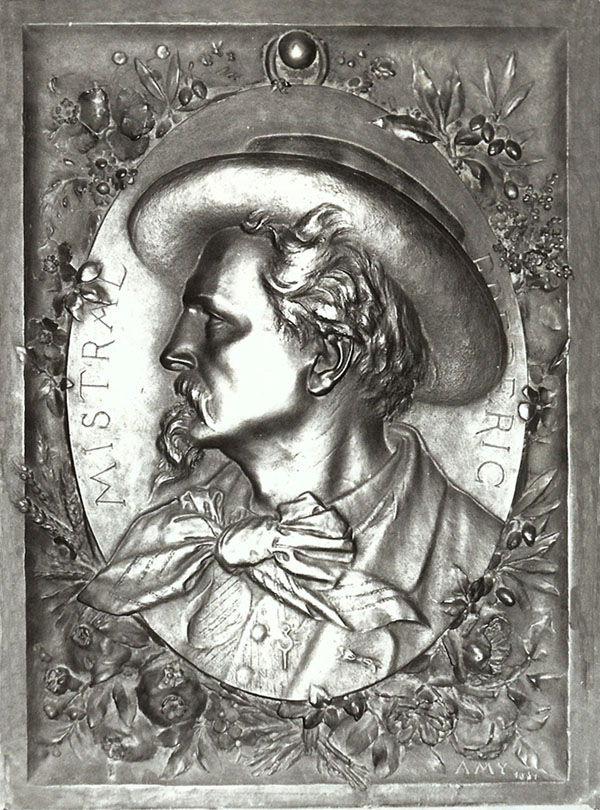
Frédéric Mistral, Aix-en-Provence, musée du Vieil-Aix.
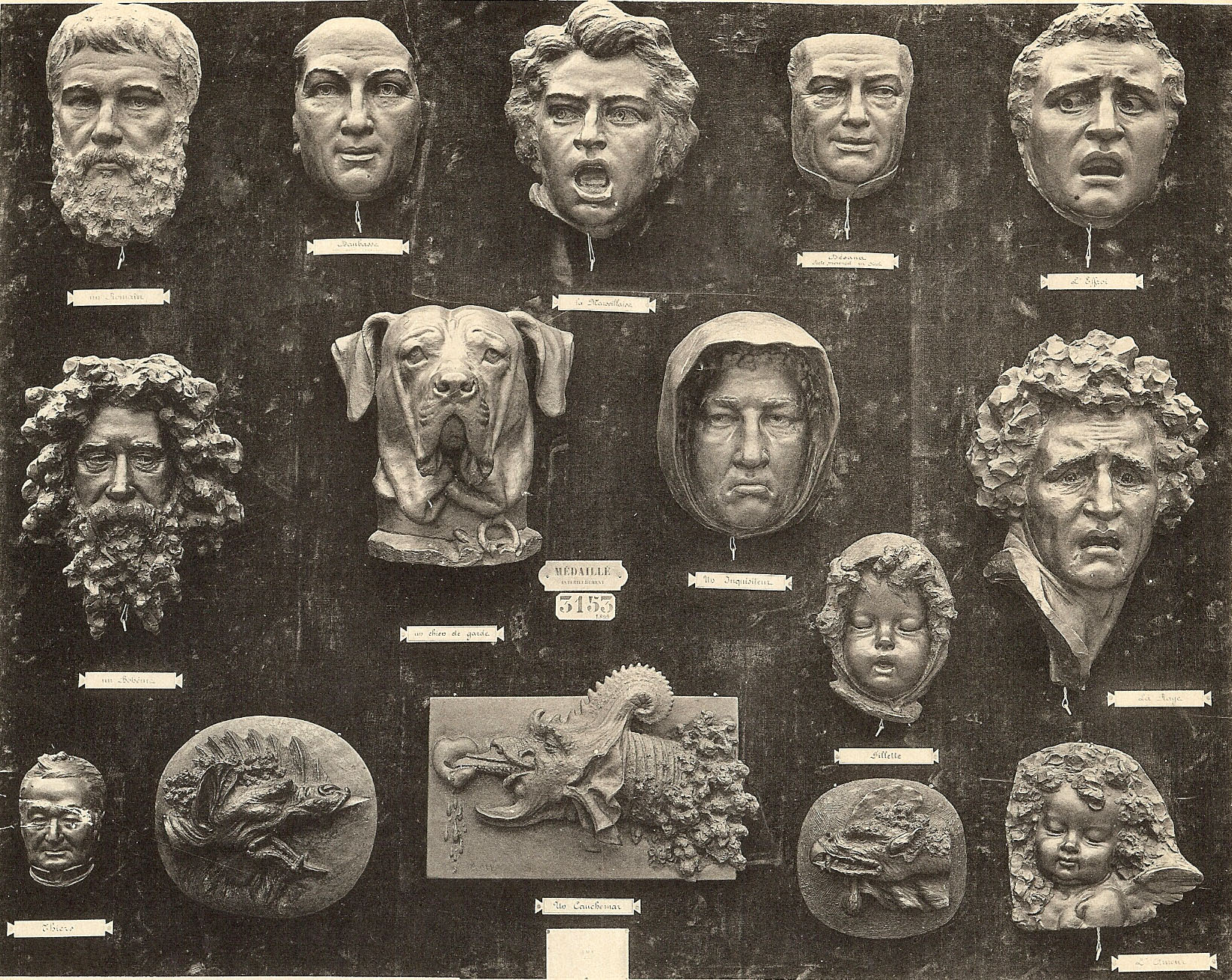
Masques (Salon de 1899).
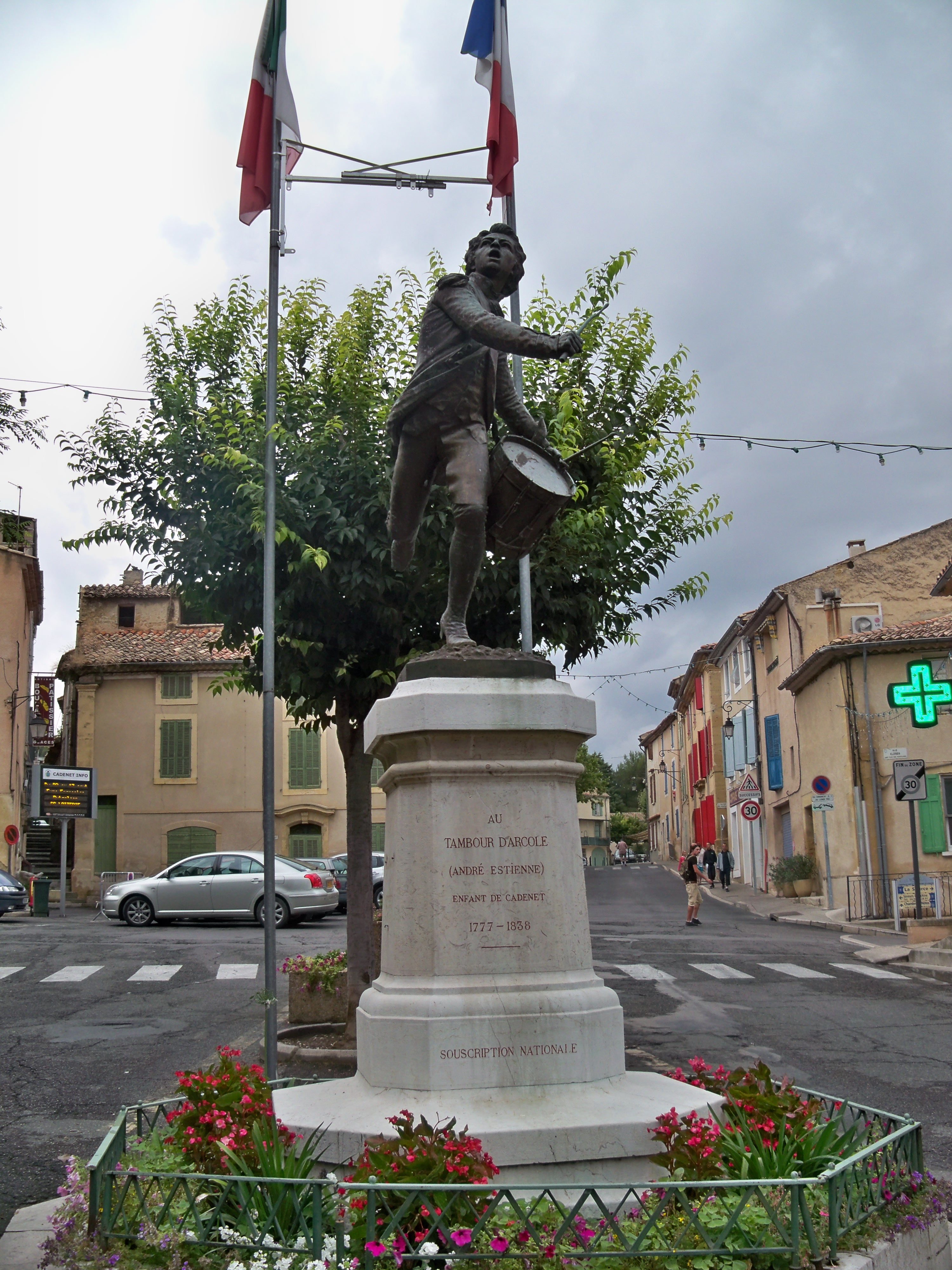
Monument au Tambour d'Arcole (1894) à Cadenet.